# Sol (moneta)
Sol è il nome utilizzato da diverse monete.

## Francia e Svizzera

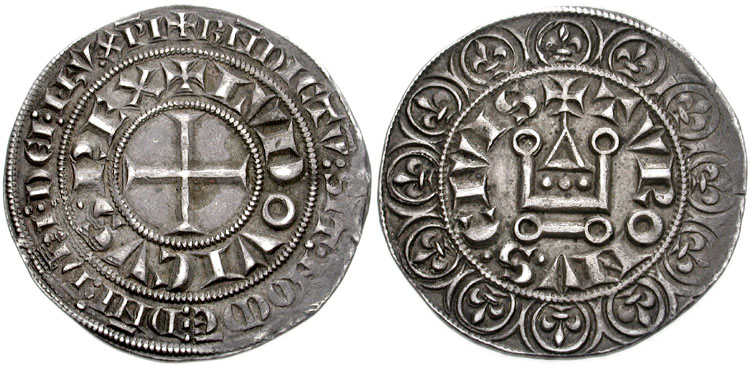
Luigi IX di Francia (1226-1270): Gros tournois ca. 1266

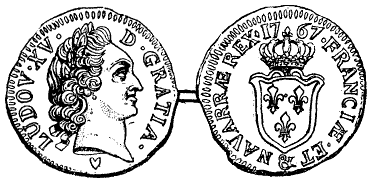
Sou di Luigi XV (rame). 1767.

Sol o Sou è il nome usato nei paesi di lingue francese per indicare la moneta corrispondente al soldo.

## Bolivia
In Bolivia fu coniato il sol (pl. soles) dal 1852 al 1859. Era una moneta d'argento, che sostituiva con lo stesso valore la precedente moneta denominata sueldo (pl. sueldos) ed era pari ad 8 boliviano (pl. bolivianos). Il termine non veniva da soldo ma dalla parola spagnola che indica il sole.

## Perù
Il Perù ha coniato una moneta con questo nome dal 1863 al 1986, quando è stata sostituita prima dall'Inti e poi, nel 1991, dal nuevo sol. Anche in questo caso il termine indica il sole.
Anche l'origine del nome della moneta che sostituì il sol aveva comunque il riferimento al sole: Inti, infatti, era il dio del sole incaico.